# Licco Amar
Licco Amar (Budapest, 4 dicembre 1891 – Friburgo in Brisgovia, 19 luglio 1959) è stato un violinista ungherese.
Era figlio del commerciante macedone Michael Amar e di Regina Strakosch.

## Biografia
Studente a Budapest presso l'Accademia musicale Franz Liszt, si trasferì nel 1911 a Berlino ove studiò presso l'Università dell'arte. Dal 1912 al 1924 il violinista Henri Marteau lo accolse nel suo quartetto d'archi, ove suonava anche il violoncellista Hugo Becker.
Nel 1912 Amar ottenne il Premio Mendelssohn. Dal 1916 al 1920 fu primo violino nella Filarmonica di Berlino e dal 1920 al 1923 presso il Teatro di Mannheim. Nel 1922 fondò il quartetto Amar, nel quale suonarono Paul Hindemith come violista e, fino allo scioglimento, avvenuto nel 1929, Walter Kaspar, Rudolf Hindemith e Maurits Frank. Egli dedicò numerose esibizioni alle composizioni di Hindemith, tra le altre anche quelle del Festival di Donaueschingen e Hindemith gli dedicò la Sonata op. 31,1.
Dopo la presa del potere da parte del nazismo nel 1933, egli non poté più lavorare in Germania per motivi razziali e quindi emigrò dapprima in Francia e di qui, nel 1934, in Turchia dove dal 1935 insegnò per vent'anni presso il conservatorio di Ankara.